# کیم سو هی (خواننده، زاده ۱۹۹۹)
کیم سو هی (کره‌ای: 김소희؛ زادهٔ ۳۱ دسامبر ۱۹۹۹) خواننده اهل کره جنوبی است. او در ۲۱ می ۲۰۱۷ به صورت رسمی فعالیت‌های انفرادی خود را آغاز کرد و در ۱ ژوئن ۲۰۱۷، به عنوان عضوی از گروه آلیس آغاز به کار کرد.

## ترانه‌شناسی

### تک‌آهنگ‌ها
| عنوان                                        | سال  | بهترین موقعیت جدول | فروش | آلبوم             |
| عنوان                                        | سال  | کره جنوبی          | فروش | آلبوم             |
| -------------------------------------------- | ---- | ------------------ | ---- | ----------------- |
| «اسپات‌لایت»                                  | ۲۰۱۷ | —                  | —    | تک‌آهنگ بدون آلبوم |
| «بچگانه» (유치해도) (به همراه کیم سانگ گیون) | ۲۰۱۷ | —                  | —    | تک‌آهنگ بدون آلبوم |
| «عجله کن»                                    | ۲۰۱۸ | —                  | —    | تک‌آهنگ بدون آلبوم |
| «یویو»                                       | ۲۰۲۳ | —                  | —    | تک‌آهنگ بدون آلبوم |